# Antonio del Corro
Antonio del Corro (Corrano, de Corran, Corranus) (Sevilha, 1527-Londres, 1591) foi um monge espanhol que se tornou um convertido protestante. Um notável pregador e teólogo calvinista, ele ensinou na Universidade de Oxford e escreveu a primeira gramática espanhola em inglês.

## Vida

### Espanha e exílio no continente
Ele era um hieronymita da Abadia de San Isidro, em Sevilha. Influenciado por Cipriano de Valera, ele entrou em contato com as ideias protestantes de Lutero, Melâncton e Bullinger.
Contra a Inquisição
Ele deixou a Espanha com outros em 1557, temendo a Inquisição Espanhola. Alguns estudiosos consideraram que ele pode estar por trás do pseudônimo Reginaldus Gonsalvius Montanus (Renaldo Gonzalez Montano), que publicou em 1567 a conta Sanctae Inquisitionis Hispanicae Artes alíquota detecta ac palam traductae, uma fonte importante de relatos subsequentes que deu origem ao mito da Inquisição; no entanto, outros acreditam que pertencia a Casiodoro de Reina.
Viagens europeias
Ele viajou para Lausanne e Genebra, mas chegou a brigar com João Calvino. Por recomendação de Calvino, no entanto, ele se tornou tutor de Henrique de Navarra.
Na França, ele usou o nome Bellerive, e serviu como ministro em Béarn. Ele foi apoiado por Joana III de Navarra e Renata da França; o último fez dele capelão em Montargis.
Ele se tornou pastor da igreja espanhola em Antuérpia, mas causou ofensa lá também.

### Na Inglaterra
Ele foi para a Inglaterra no período de 1567 a 1570 e se estabeleceu lá. Tendo por trás dele a influência de William Cecil, ele ocupou cargos como pastor da igreja espanhola em Londres, 1568-1570, e palestrante na Igreja do Templo, 1571-1574. Mais tarde, Robert Dudley, conde de Leicester, foi um patrono importante. Na Inglaterra, del Corro se afastou do calvinismo para posições mais tolerantes e até de pensamento livre, enquanto era controverso. Foi sugerido que sua aceitação qualificada provinha da conveniência política.
Na Igreja do Templo, ele mostrou a influência do teólogo luterano Hemmingius em sua pregação. Ele se retirou da visão calvinista da predestinação. Essa mudança o levou a críticas de Richard Alvey, mestre do templo.
A controvérsia sobre seus pontos de vista o seguiu até Oxford, onde trabalhou como tutor e catequista (em Hart Hall, também no Oriel College e no St. John's College), e tornou-se leitor de teologia em 1578. Isso lhe trouxe a oposição do puritano John Rainolds, que bloqueou seu diploma de Doutor em Divindade em 1576. Ele persistiu em pontos de vista a favor do livre arbítrio, por exemplo, ao relatar a Epístola aos Romanos 5,22.
Em Oxford, seus alunos incluíam John Donne e Thomas Belson, um mártir católico.
A gramática espanhola (1590) foi uma tradução em inglês por John Thorie de uma gramática escrita por del Corro para ensinar espanhol a falantes de francês e publicada em Oxford em 1586.
Em seu recente trabalho "Silêncio: Uma história cristã", Diarmaid MacCulloch chamou a atenção (pp 170.287) para "A vida e as obras de Antonion del Corro, 1527-1591", uma tese de doutorado não publicada por W.McFadden, e um trabalho publicado, em grande parte devido a McFadden mas com material adicional, "Protestant Reformers in Elizabethan Oxford", Oxford 1983, pp 119-122. MacCulloch observa que del Corro fez "declarações cautelosas e inconfundíveis do unitarismo", mas ainda assim terminou seus dias "com conforto como um prebendário da Catedral de São Paulo em Londres".